# شیرافزا
شیرافزا (به انگلیسی: SHIRAFZA)
رده درمانی: افزایش دهنده شیر مادر
اشکال دارویی: قطره

## موارد مصرف
قطره شیرافزا جهت افزایش شیر مادر بکار می‌رود و همچنین باعث برطرف شدن اختلالات گوارشی و آرامش طفل می‌گردد.

## مکانیسم اثر
آنتول (anethole) موجود در شیرافزا احتمالاً به‌عنوان آنتاگونیست رقابتی دوپامین عمل کرده (دوپامین در هیپوفیز موجب وقفه ترشح پرولاکتین می‌گردد) و موجب افزایش ترشح‌شیر می‌شود. قطره شیرافزا باداشتن اثرات ضداسپاسم بر روی عضلات صاف موجب تسهیل خروج گازها از معده شده در نتیجه سبب برطرف شدن‌اختلالات گوارشی و آرامش طفل می‌گردد.

## اجزاء فرآورده
قطره شیرافزا از عصاره هیدروالکلی گیاهان زیر تهیه شده‌است:
۱. دانه رازیانه۵۰٪
Foeniculum vulgare
۲. دانه زیره سبز۲۰٪
Cuminum cyminum
۳. دانه شنبلیله۲۰٪
Trigonella foenum - graecum
۴. اندام هوایی شوید۱۰٪

## عوارض جانبی
احتمال بروز واکنشهای آلرژیک وجوددارد و کاهش قند خون.